# Ammopolia olivinotransversa
Ammopolia olivinotransversa là một loài bướm đêm trong họ Noctuidae.